# Ernesto Mauri
Pour les articles homonymes, voir Mauri.
Ernesto Mauri (né le 2 décembre 1946 à Vimercate, dans la province de Monza et de la Brianza, en Lombardie) est un homme d'affaires et un éditeur italien, président de la société Mondadori France (2008-2012). Cette maison d'éditions est le deuxième éditeur de magazines en France.

## Biographie
Ernesto Mauri est diplômé d'économie de l'université catholique du Sacré-Cœur de Milan.
Le 9 novembre 2011 il est nommé chevalier des arts et des lettres par le ministre français de la Culture, Frédéric Mitterrand.

## Carrière
Mauri a été successivement :
- Directeur général de Rusconi Editore de 1975 à 1991,
- Directeur général des périodiques au groupe Mondadori de 1991 à 2000,
- Administrateur délégué de la chaîne de télévision  italienne La7 de 2000 à 2003,
- Administrateur délégué de Giorgio Mondadori Editore et de Cairo Editore de 2003 à 2007,
- Président de Mondadori France de 2008 à 2012,
- Depuis mars 2013, directeur général du groupe Mondadori.